# Список глав государств в 1717 году
| 1716 ← Список глав государств по годам → 1718 |

## Азия
- Афганистан (династия Хотаки) — 
  - Мир Абд ул-Азиз, эмир (1715—1717)
  - Мир Махмуд-шах, эмир (1717—1725)
- Бруней — Хуссин Камалуддин, султан (1710—1730, 1737—1740)
- Бутан — Друк Рабчжэ, друк дези (1707—1719)
- Великих Моголов империя — Фарук Сийяр, падишах (1713—1719)
- Грузинское царство — 
  -  Гурийское княжество — Георгий IV Гуриели, князь (1711, 1714—1716, 1716—1726)
  -  Имеретинское царство — междуцарствие (1716—1719)
  -  Кахетинское царство — Давид II (Имам Кули-хан), царь (1709—1722)
  -  Картлийское царство — Вахтанг VI, царь (1711—1714, 1716—1724)
  -  Мегрельское княжество — Бежан Дадиани, князь (1715—1728)
- Дайвьет — Ле Зу-тонг, император (1705—1729)
- Джунгарское ханство  — Цэван Рабдан, хан (1697—1727)
- Индия —
  - Амбер (Джайпур) — Джай Сингх II, Махараджа савай (1699—1743)
  - Араккал[англ.] — Кунхи Амса I, али раджа[англ.] (1704—1720)
  - Ахом — Сутанфаа, махараджа[англ.] (1714—1744)
  - Бансвара — Бишан Сингх, раджа (1713—1737)
  - Барвани — Мохан Сингх I, рана (1708—1730)
  - Башахра[англ.] — Удай Сингх, рана (1708—1725)
  - Биканер — Суджан Сингх, махараджа[англ.] (1700—1735)
  - Биласпур (Калур) — Аймер Чанд, раджа (1692—1728)
  - Бунди — Будх Сингх, раджа (1696—1735)
  - Бхавнагар — Бхавсинхжи I Ратанджи, такур сахиб (1703—1764)
  - Бхопал — Дост Мохаммад, наваб (1707—1728)
  - Ванканер — Раи Чандрасингхжи I Раисинхжи, раджа (1679—1721)
  - Гондал — Халоджи Саграмжи, тхакур сахиб (1714—1753)
  - Гулер[англ.] — Далип Сингх, раджа[англ.] (1695—1730)
  - Даспалла[англ.] — Падманав Део Бханж, раджа[англ.] (1701—1753)
  - Датия — Рамчандра Сингх, раджа (1706—1733)
  - Джайнтия[англ.] — Джай Нарайян, раджа[англ.] (1708—1731)
  - Джанжира — Сурур Якут Хан II, вазир (1707—1732)
  - Джайсалмер — Бадх Сингх, махараджа (1708—1722)
  - Джалавад (Дрангадхра) — 
    - Джанвантсинхжи Гажсинхжи, сахиб (1672—1717)
    - Пратапсинхжи Джанвантсинхжи, сахиб (1717—1729)

  - Дженкантал[англ.] — Кунжа Бехари, раджа[кат.] (1708—1728)
  - Джхабуа — Кушал Сингх, раджа (1677—1723)
  - Джунагадх — Джаафаркханжи Баби, наваб (1690—1725)
  - Дхолпур — 
    - Джасвант Сингх, рана (1713—1717)
    - Бхим Сингх, рана (1717—1756)

  - Дунгарпур — Рам Сингх, махараджа (1702—1730)
  - Караули — Канвар Пал, махараджа (1688—1734)
  - Кач — Годжи I, раджа (1715—1718)
  - Келади[англ.] — Сомашекара Найяка II, раджа[англ.] (1714—1739)
  - Кишангарх — Раж Сингх, махараджа (1706—1748)
  - Кодагу (Коорг)[англ.] — Додда Вираппа, раджа[англ.] (1687—1736)
  - Колхапур — Самбхаджи I, раджа (1714—1760)
  - Кота — Бхим Сингх I, махараджа (1713—1720)
  - Кочин — Рама Варма V, махараджа (1701—1721)
  - Куч-Бихар — Упендра Нарайян, раджа (1714—1763)
  - Ладакх — Ниима Намгьял, раджа[англ.] (1694—1729)
  - Лунавада[англ.] — Нар Сингх, рана[англ.] (1711—1735)
  - Мадурай — Виджайя Ранга Чокканатха Найяка, раджа (1704—1731)
  - Майсур — Додда Кришнараджа I, махараджа (1714—1732)
  - Малеркотла — 
    - Гулам Хусейн Хан, наваб (1712—1717)
    - Джамаль Хан, наваб (1717—1762)

  - Манди — Сидхи Сен, раджа (1684—1727)
  - Манипур — Памхейба, раджа[англ.] (1709—1754)
  - Маратхская империя — Шахуджи I, чхатрапати (император) (1707—1749)
  - Марвар (Джодхпур) — Аджит Сингх, раджа (1679—1724)
  - Мевар (Удайпур) — Санграм Сингх II, махарана (1710—1734)
  - Морви — Каньоджи Раваджи, сахиб (1698—1733)
  - Мудхол — Сардар Ахаяджи, раджа (1700—1734)
  - Наванагар — Раисинхжи Лакхаджи, джам (1708—1718)
  - Нарсингхгарх — Моти Сингжи, раджа (1695—1751)
  - Орчха — Удват Сингх, раджа (1689—1735)
  - Паланпур — Фируз Хан II, диван (1708—1719)
  - Порбандар — Химоджи III, рана (1709—1728)
  - Пратабгарх — Притхви Сингх, махарават (1708—1718)
  - Пудуккоттай — Рагхунатха Райя Тондемен, раджа (1686—1730)
  - Раджгарх — Амар Сингх, рават (1714—1740)
  - Раджпипла — Джитсинхжи I, махарана (1715—1730)
  - Ратлам — 
    - Пратап Сингх, махараджа (1716—1717)
    - Ман Сингх, махараджа (1717—1743)

  - Рева — Авадхут Сингх, раджа (1700—1755)
  - Савантвади — Пхонд Савант Бхонсле II, раджа (1709—1738)
  - Самбалпур[англ.] — Чатрасал, раджа[англ.] (1690—1725)
  - Сирмур — Биджай Пракаш, махараджа (1712—1736)
  - Сирохи — Ман Сингх III, раджа (1705—1749)
  - Ситамау — Кешо Дас, раджа (1701—1748)
  - Сонепур — Ачал Сингх Део, раджа (1709—1725)
  - Сукет — Джит Сен, раджа (1663—1721)
  - Танджавур — Серфоджи I, раджа (1712—1728)
  - Трипура — Дхарма II, раджа[англ.] (1714—1725, 1729)
  - Хилчипур[англ.] — Фатех Сингх, деван[англ.] (1715—1738)
  - Хиндол[англ.] — Бхагабат Сингх Нарендра, раджа[англ.] (1701—1733)
  - Чамба — Удаи Сингх, раджа (1690—1720)
  - Читрадурга[англ.] — Бхарамаппа Найяка, найяк[англ.] (1689—1721)
  - Шахпура — Бхарат Сингх, раджа (1685—1729)
- Индонезия —
  - Аче — Джамаль уль-Алам Бадр уль-Мунир, султан (1703—1726)
  - Бантам — Абу аль-Махасин Мухаммад Зайнул, султан[англ.] (1690—1733)
  - Бачан — Кье Насируддин, султан[англ.] (1715—1732)
  - Дели — Падерап, туанку (1698—1728)
  - Матарам — Пакубувоно I, султан (1704—1719)
  - Сулу — Мустафа Шафи уд-Дин, султан[англ.] (1710—1718)
  - Тернате — Амир Искандар Зулькарнен Саифуддин, султан (1714—1751)
  - Тидоре — Хасануддин, султан[англ.] (1708—1728)
- Иран (Сефевиды) — Солтан Хусейн, шахиншах (1694—1722)
- Йемен — 
  - Вахиди — Хасан бин Хади, султан (1706—1766)
  - Катири — Абдалла ибн Бадр аль-Катир, султан (1707—1725)
  - Нижняя Яфа — Кахтан ибн Афиф, султан (ок. 1700 — ок.1720)
  - Фадли — Ахмад I бин Фадл, султан (ок. 1700 — ок. 1730)
- Казахское ханство — Кайып, хан (1715—1718)
- Камбоджа — Анг Ем, король[англ.] (1700—1701, 1714—1722)
- Канди — Вира Нарендра Синха, царь[англ.] (1707—1739)
- Китай (Империя Цин)  — Канси (Сюанье), император[англ.] (1661—1722)
- Лаос  — 
  - Вьентьян  — Сетхатхиратх II, король (1707—1730)
  - Луангпхабанг  — Онг Кхам, король (1713—1723)
  - Тямпасак  — Нокасад, король (1713—1737)
- Малайзия — 
  - Джохор — Абдул Джалил Шах IV, Султан[англ.] (1699—1718)
  - Кедах — Мухаммад Жива Зайнал Адилин II, султан[англ.] (1710—1778)
  - Келантан — Омар ибн аль-Мархум, раджа[англ.] (1676—1721)
  - Паттани — Бенданг Бадан, раджа (1716—1720)
  - Перак — Махмуд Искандар Шах, султан (1653—1720)
- Мальдивы — Мухаммад Имадуддин II, султан (1704—1720)
- Мьянма — 
  - Ванмо[англ.] — Тун Хпа, саофа[англ.] (1706—1719)
  - Йонгве[англ.] — Хкам Ленг, Саофа[англ.] (1695—1733)
  - Локсок (Ятсок)[англ.] — Шве Гио, саофа[англ.] (1707—1729)
  - Могаун[англ.] — Суи Киек, саофа[англ.]  (1673—1729)
  - Сенви[англ.] — Хсо Хунг Хпа, саофа[англ.] (1686—1721)
  - Аракан (Мьяу-У) — Санда Визайя I, царь[англ.] (1710—1731)
  - Таунгу — Танингенве Мин, царь[англ.]  (1714—1733)
- Непал (династия Малла) —
  - Бхактапур — Бхупатиндра Малла, раджа[англ.] (1696—1722)
  - Катманду (Кантипур) — Махендрасимха Малла, раджа[англ.] (1714—1722)
  - Лалитпур — 
    - Риддхи Нарасимха, раджа[англ.] (1715—1717)
    - Махиндра Симха, раджа[англ.] (1717—1722)
- Оман — Султан бин Сайф II, имам (1711—1718)
- Османская империя — Ахмед III, султан (1703—1730)
- Пакистан — 
  - Калат — Ахмад II, хан (1714—1730)
  - Синд (династия Калхара) — Яр Мухаммад Калхоро, худа хан[англ.] (1701—1719)
  - Харан — Пурдил, мир (1711—1747)
  - Читрал — 
    - Шах Мухаммад Шафи, мехтар (1696—1717)
    - Шах Фарамурд, мехтар (1717—1724)
- Рюкю — Сё Кэй, ван (1712—1752)
- Сикким — 
  - Чакдор Намгьял, чогьял (1700—1717)
  - Гьюрмед Намгьял, чогьял (1717—1733)
- Таиланд — 
  - Аютия — Тхаи Са (Санпхет IX), король (1709—1732/1733)
  - Ланнатай — Манг Раенра, король[англ.] (1707—1727)
- Тибет — 
  - Хошутское ханство — 
    - Лхавзан, хан (1697/1703—1717)
    - в 1717 году Тибет завоёван Джунгарским ханством, в 1720 году — Китаем
- Узбекистан — 
  - Бухарское ханство — Абулфейз, хан (1711—1747)
  - Кокандское ханство — Шахрух, хан (1709—1721)
  - Хивинское ханство (Хорезм) — Шергази, хан (1714—1728)
- Филиппины — 
  - Магинданао — Байан ал-Анвар, султан (1702—1736)
- Чосон  — Сукчон, ван (1674—1720)
- Япония — 
  - Накамикадо (Ёсихито), император (1709—1735)
  - Токугава Ёсимунэ, сёгун (1716—1745)

## Америка
- Бразилия — Педро Антонио де Менезис, вице-король[порт.] (1714—1718)
- Новая Испания — Бальтазар де Суньига-и-Гусман, вице-король (1716—1722)
- Перу — Кармине Николао Караччоло, вице-король (1716—1720)

## Африка
- Ашанти — 
  - Отумфуо Нана Осей Туту I, ашантихене (1701—1717)
  - Аманиампон, ависиахене (регент) (1717—1720)
- Багирми — Бар, султан (1707—1722)
- Бамбара (империя Сегу) — Кулибали, битон (1712—1755)
- Бамум — Куту, мфон (султан)[англ.] (1672—1757)
- Бени-Аббас[англ.] — Бузид Мокрани, султан[фр.] (1680—1735)
- Бенинское царство — Акензуа I, оба[англ.] (1713—1740)
- Борну — Хамдан, маи[нем.] (1715—1729)
- Буганда — Тебандеке, кабака (ок. 1704 — ок. 1724)
- Бурунди — Мвези III, мвами (король) (1709—1739)
- Ваало[англ.] — Нжак Арам Бакар Тидиек, король (1708—1733)
- Варсангали[англ.] — Мохамед, султан[кат.] (1705—1750)
- Вогодого — Кум I, нааба (ок. 1710 — ок. 1740)
- Гаро (Боша) — Лелисо, тато[англ.] (ок. 1690 — ок. 1720)
- Гвирико[англ.] — Фамаган Уаттара, царь[англ.] (ок. 1714 — ок. 1742)
- Дагомея — Хангбе, регент (1716 — 1718)
- Дарфур — Ахмад Бакр ибн Муса, султан (1682—1722)
- Денкира[англ.] — Амоако Атта Паньин, денкирахене[англ.] (1712—1720)
- Джолоф — аль-Бури Дьякер, буур-ба[англ.] (1711—1721)
- Имерина — Андриантсимитовиаминиандриана Андриандразака, король[англ.] (1710—1730)
- Кайор — Лат Сукабе, дамель (1697—1719)
- Кано[англ.] — Мухаммад Шариф, султан[англ.] (1703—1731)
- Каффа — Гаки Гаотшо, царь (ок. 1710 — 1742)
- Койя — Наимбанна I, обаи (1680—1720)
- Конго — Педро IV, маниконго[англ.] (1695—1718)
- Лунда — Мбала I Яав, муата ямво (ок. 1690— ок. 1720)
- Марокко — Мулай Исмаил ибн Шериф, султан (1672—1727)
- Массина — Гидадо, ардо (1706—1761)
- Матамба и Ндонго[англ.] — Вероника I, королева[англ.] (1681—1721)
- Мутапа — Саматамбира Ньямханду I, мвенемутапа[англ.] (1712—1723)
- Нри[англ.] — Эзимило, эзе[англ.] (1701—1723)
- Руанда — Кигели III Ндабараса, мвами (1708—1741)
- Салум — Сенгане Кеве Ндие, маад (1696—1726)
- Свазиленд (Эватини) — междуцарствие (1715—1720)
- Сеннар — Унса III, мек (1716—1720)
- Твифо-Хеман (Акваму)[англ.] — Аконно Паньин, аквамухене (1702—1725)
- Трарза — Али Шандора ульд Адди, эмир (1703—1727)
- Тунис — Хусейн I ибн Али, бей (1705—1735)
- Харар[англ.] — Талха ибн Абдулла, эмир[англ.] (1700—1721)
- Эфиопия — Давит III (Адабар Сагад), император (1716—1721)

## Европа
- Андорра —
  - Людовик XV, король Франции, князь-соправитель (1715—1774)
  - Симео де Гвинда-и-Апестегуи, епископ Урхельский, князь-соправитель (1714—1737)
- Валахия — Иоанн Маврокордат, господарь (1716—1719)
- Великобритания и Ирландия — Георг I, король (1714—1727)
- Венгрия — Карл III (император Карл VI), король (1711—1740)
- Дания — Фредерик IV, король (1699—1730)
- Испания — Филипп V, король (1700—1724, 1724—1746)
- Италия —
  - Венецианская республика — Джованни II Корнер, дож (1709—1722)
  - Гвасталла — Антонио Ферранте Гонзага, герцог[англ.] (1714—1729)
  - Генуэзская республика — 
    - Лоренцо Чентурионе, дож (1715—1717)
    - Бенедетто Виале, дож (1717—1719)

  - Масса и Каррара — Альдерано I, князь (1715—1731)
  - Модена и Реджо — Ринальдо д’Эсте, герцог (1694—1737)
  - Пармское герцогство — Франческо Фарнезе, герцог (1694—1727)
  - Пьомбино — Ипполита Людовизи, княгиня (1701—1733)
  - Сицилийское королевство — Виктор Амадей II, король (1713—1720)
  - Тосканское герцогство — Козимо III, великий герцог (1670—1723)
- Калмыцкое ханство — Аюка, хан (1690—1724)
- Крымское ханство — 
  - Девлет III Герай, хан (1716—1717)
  - Саадет IV Герай, хан (1717—1724)
- Молдавское княжество — Михай Раковицэ, господарь (1703—1705, 1707—1709, 1716—1726)
- Монако — Антуан I, князь (1701—1731)
- Нидерланды (Республика Соединённых провинций) — 
  - Второй период без штатгальтера[англ.] (1702—1747)
  - Антоний Хейнсиус, великий пенсионарий[англ.] (1689—1720)
- Норвегия — Фредерик IV, король (1699—1730)
- Папская область — Климент XI, папа (1700—1721)
- Португалия — Жуан V Великодушный, король (1706—1750)
- Пруссия — Фридрих Вильгельм I, король, курфюрст Бранденбургский (1713—1740)
- Речь Посполитая — Август Сильный, король Польши и великий князь Литовский (1697—1704, 1709—1733)
  -  Курляндия и Семигалия — Фердинанд, герцог (1711—1737)
- Русское царство — Пётр I, царь (1682—1721)
- Священная Римская империя — Карл VI, император (1711—1740)
  - Австрия — Карл III (император Карл VI), эрцгерцог (1711—1740)
  - Ангальт —
    - Ангальт-Бернбург — Виктор I Амадей, князь (1656—1718)
    - Ангальт-Дессау — Леопольд I, князь (1693—1747)
    - Ангальт-Дорнбург — 
      - Иоганн Людвиг II, князь (1704—1746)
      - Кристиан Август, князь (1704—1747)
      - Иоганн Фридрих, князь (1704—1742)

    - Ангальт-Кётен — Леопольд, князь (1704—1728)
    - Ангальт-Цербст — Карл Вильгельм, князькнязь (1667—1718)

  - Ансбах — Вильгельм Фридрих, маркграф (1703—1723)
  - Бавария — Максимилиан II, курфюрст (1679—1726)
  - Баден —
    - Баден-Баден — Людвиг Георг, маркграф (1707—1761)
    - Баден-Дурлах — Карл III Вильгельм, маркграф (1709—1738)

  - Байрет (Кульмбах) — Георг Вильгельм, маркграф (1712—1726)
  - Брауншвейг —
    - Брауншвейг-Вольфенбюттель — Август Вильгельм, герцог (1714—1731)
      - Брауншвейг-Вольфенбюттель-Беверн — Фердинанд Альбрехт II, герцог (1687—1735)

  - Вальдек-Пирмонт — Фридрих Антон, князь (1712—1728)
  - Восточная Фризия — Георг Альбрехт, князь (1708—1734)
  - Вюртемберг — Эберхард Людвиг, герцог (1677—1733)
  - Вюртемберг-Виннеталь — Карл Александр, герцог (1698—1733)
  - Ганау — Иоганн Рейнхард III, граф (1712—1736)
  - Ганноверское курфюршество (Брауншвейг-Люнебург) — Георг Людвиг, курфюрст (1698—1727)
  - Гессен —
    - Гессен-Гомбург — Фридрих III, ландграф (1708—1746)
    - Гессен-Дармштадт — Эрнст Людвиг, ландграф (1678—1739)
    - Гессен-Кассель — Карл, ландграф (1670—1730)
    - Гессен-Ротенбург — Вильгельм, ландграф (1693—1725)
    - Гессен-Филипсталь — Филипп, ландграф (1663—1721)

  - Гогенцоллерн-Гехинген — Фридрих Вильгельм, князь (1671—1730)
  - Гогенцоллерн-Зигмаринген — Иосиф, князь (1715—1769)
  - Гогенцоллерн-Хайгерлох — Фердинанд Антон Леопольд, граф (1702—1750)
  - Гольштейн-Готторп — Карл Фридрих, герцог (1702—1739)
  - Кёльнское курфюршество — Иосиф Клеменс Баварский, курфюрст (1688—1723)
  - Лихтенштейн — Йозеф Венцель I, князь (1712—1718)
  - Лотарингия — Леопольд I, герцог (1697—1729)
  - Майнцское курфюршество — Лотар Франц фон Шёнборн, курфюрст (1695—1729)
  - Мекленбург — 
    - Мекленбург-Стрелиц — Адольф Фридрих III, герцог (1708—1752)
    - Мекленбург-Шверин — Карл Леопольд, герцог (1713—1747)

  - Монбельяр — Леопольд Эберхард, герцог (1699—1723)
  - Нассау —
    - Нассау-Вейльбург — Иоганн Эрнст, князь (1688—1719)
    - Нассау-Висбаден-Идштейн[нем.] — Георг Август, князь (1688—1721)
    -  Нассау-Дилленбург[англ.] — Вильгельм II, князь (1701—1724)
    - Нассау-Зиген — Фридрих Вильгельм Адольф, князь (1707—1722)
    - Нассау-Отвейлер[нем.] — Фридрих Людвиг, граф[нем.] (1690—1728)
    - Нассау-Саарбрюккен — Карл Людвиг, граф (1713—1723)
    - Нассау-Узинген — Вильгельм Генрих, князь (1702—1718)
    - Оранж-Нассау[англ.] — Вильгельм IV Оранский, князь[англ.] (1711—1751)

  - Пфальц — Карл III Филипп, курфюрст (1716—1742)
    - Пфальц-Биркенфельд[англ.] — 
      - Кристиан II, пфальцграф[англ.] (1671—1717)
      - Кристиан III, пфальцграф[англ.] (1717—1735)

    - Пфальц-Биркенфельд-Гельнхаузен[англ.] — Фридрих Бернард, пфальцграф[англ.] (1704—1739)
    - Пфальц-Зульцбах — Теодор Эсташ, пфальцграф (1708—1732)
    - Пфальц-Клебург — Густав, пфальцграф (1701—1731)
    - Пфальц-Цвейбрюккен — Карл II (король Швеции Карл XII), пфальцграф (1697—1718)

  - Савойя — Виктор Амадей II, герцог (1675—1720)
  - Саксония — Фридрих Август I (Август Сильный), курфюрст (1694—1733)
    - Саксен-Веймар — 
      - Вильгельм Эрнст, герцог (1683—1728)
      - Эрнст Август I, герцог (1707—1748)

    - Саксен-Вейсенфельс — Кристиан, герцог (1712—1736)
      - Саксен-Вейсенфельс-Барби — Генрих, герцог (1680—1728)

    - Саксен-Гильдбурггаузен — Эрнст Фридрих I, герцог (1715—1724)
    - Саксен-Гота-Альтенбург — Фридрих II, герцог (1691—1732)
    - Саксен-Кобург-Заальфельд — Иоганн Эрнст, герцог (1699—1729)
    - Саксен-Мейнинген — 
      - Эрнст Людвиг I, герцог (1706—1724)
      - Фридрих Вильгельм, герцог (1706—1746)
      - Антон Ульрих, герцог (1706—1763)

    - Саксен-Мерзебург — Мориц Вильгельм, герцог (1694—1731)
    - Саксен-Цейц — Мориц Вильгельм, герцог (1681—1718)
    - Саксен-Эйзенах — Иоганн Вильгельм, герцог (1698—1729)

  - Трирское курфюршество — Франц Людвиг Нойбургский, курфюрст (1716—1729)
  - Чехия — Карл II (император Карл VI), король (1711—1740)
    - Силезские княжества —
      - Берутувское княжество (герцогство Бернштадт) — Карл, князь (1697—1745)
      - Олесницкое княжество (герцогство Эльс) — 
        - Карл Фридрих II, князь (1704—1744)
        - Христиан Ульрих II, князь (в Вильгельминенорте) (1704—1734)

  - Шаумбург-Липпе — Фридрих Кристиан, граф (1681—1728)
  - Шварцбург-Зондерсгаузен — Кристиан Вильгельм, граф (1697—1721)
  - Шварцбург-Рудольштадт — Людвиг Фридрих I, князь (1710—1718)
- Франция — Людовик XV, король (1715—1774)
- Швеция — Карл XII, король (1697—1718)

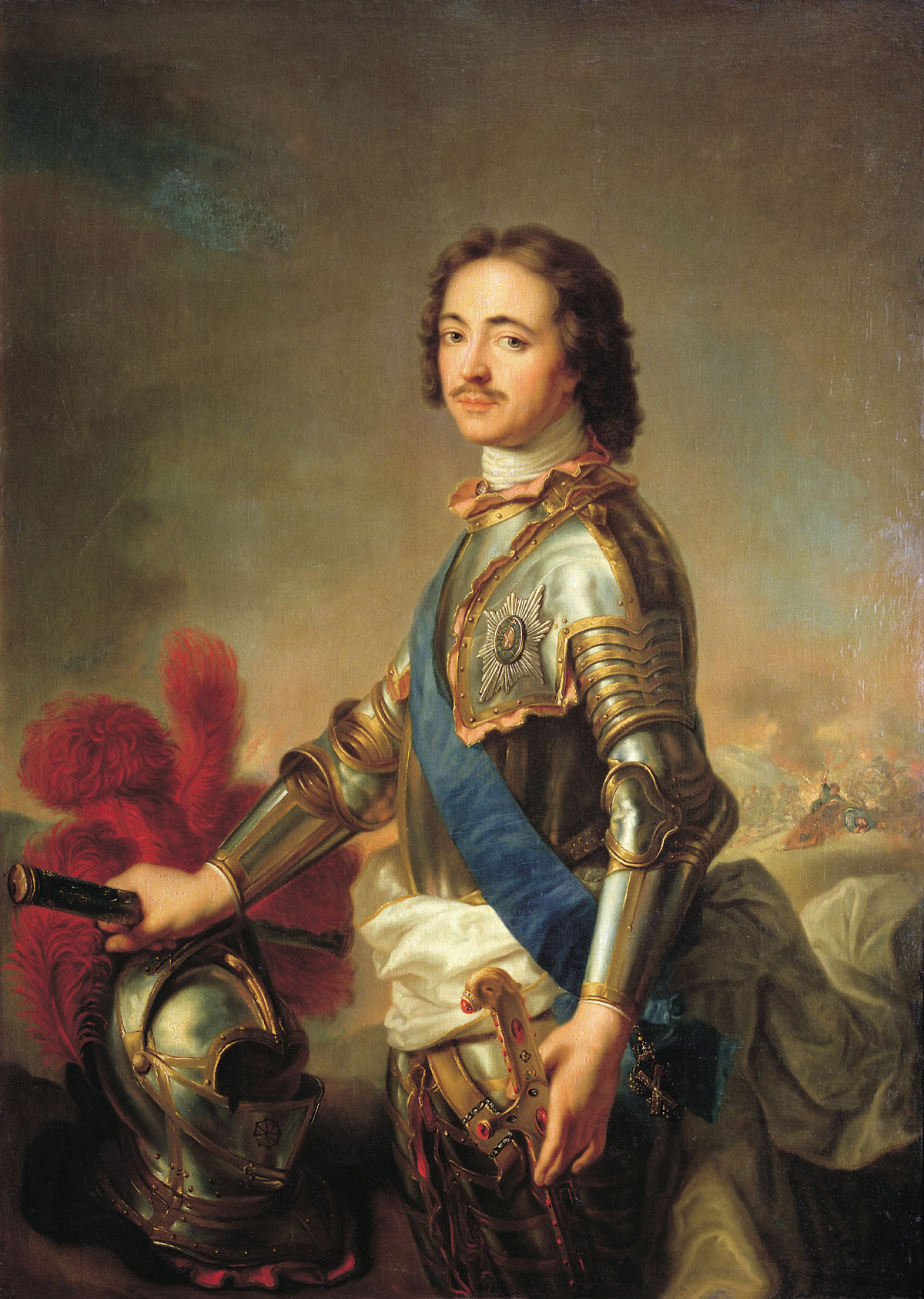
Пётр I Алексеевич 1682-1721 Царь всея Руси
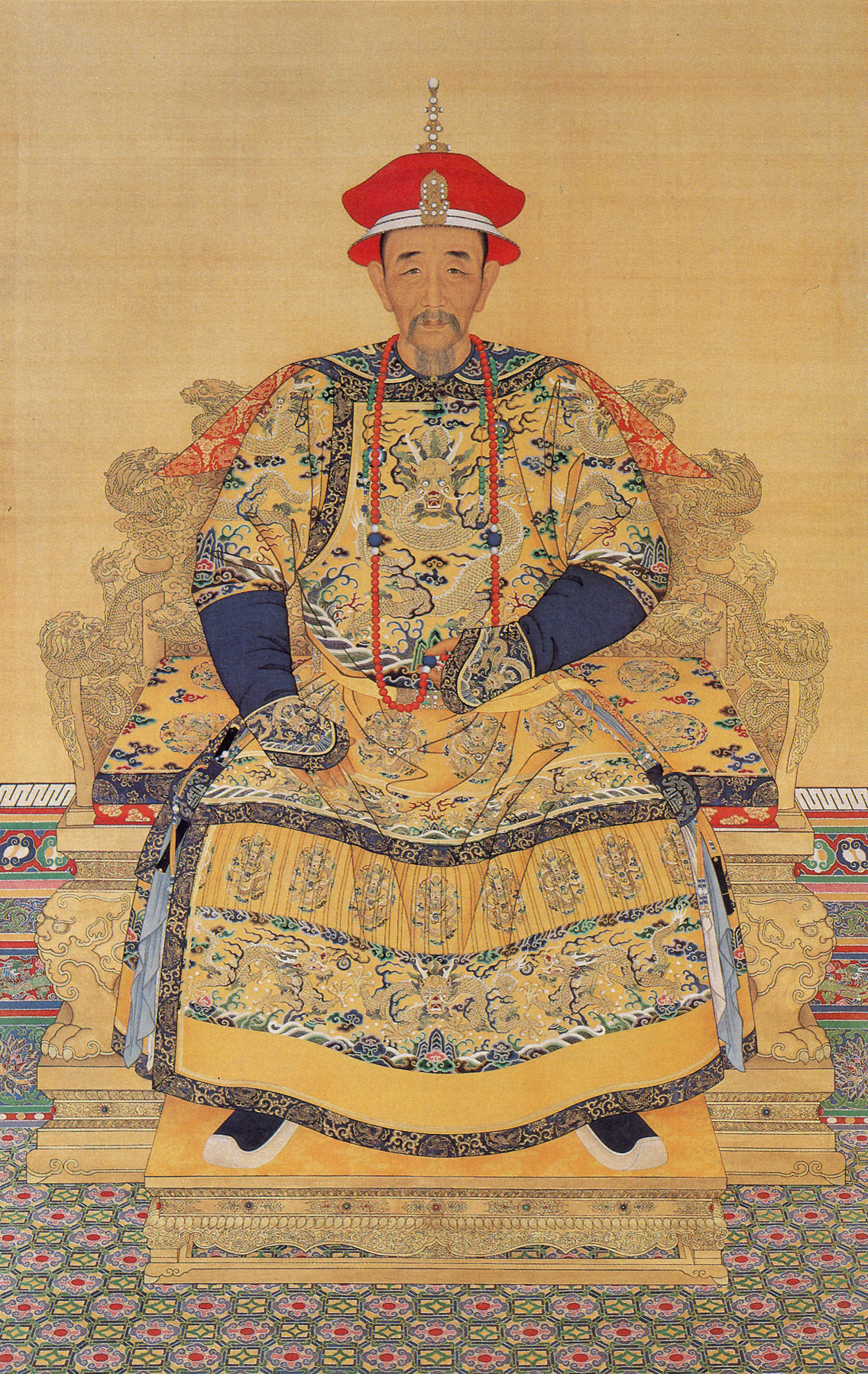
Канси 1661-1722 Император Китая (Цин)
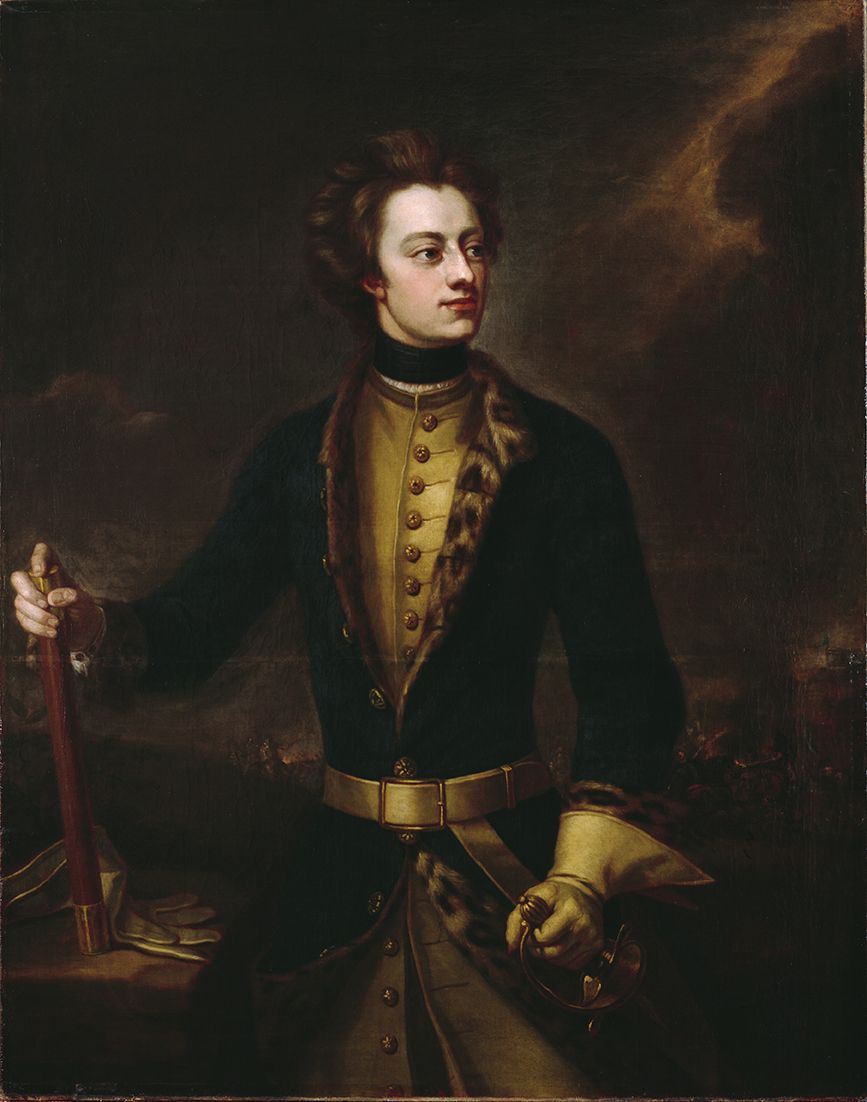
Карл XII 1697-1718 Король Швеции
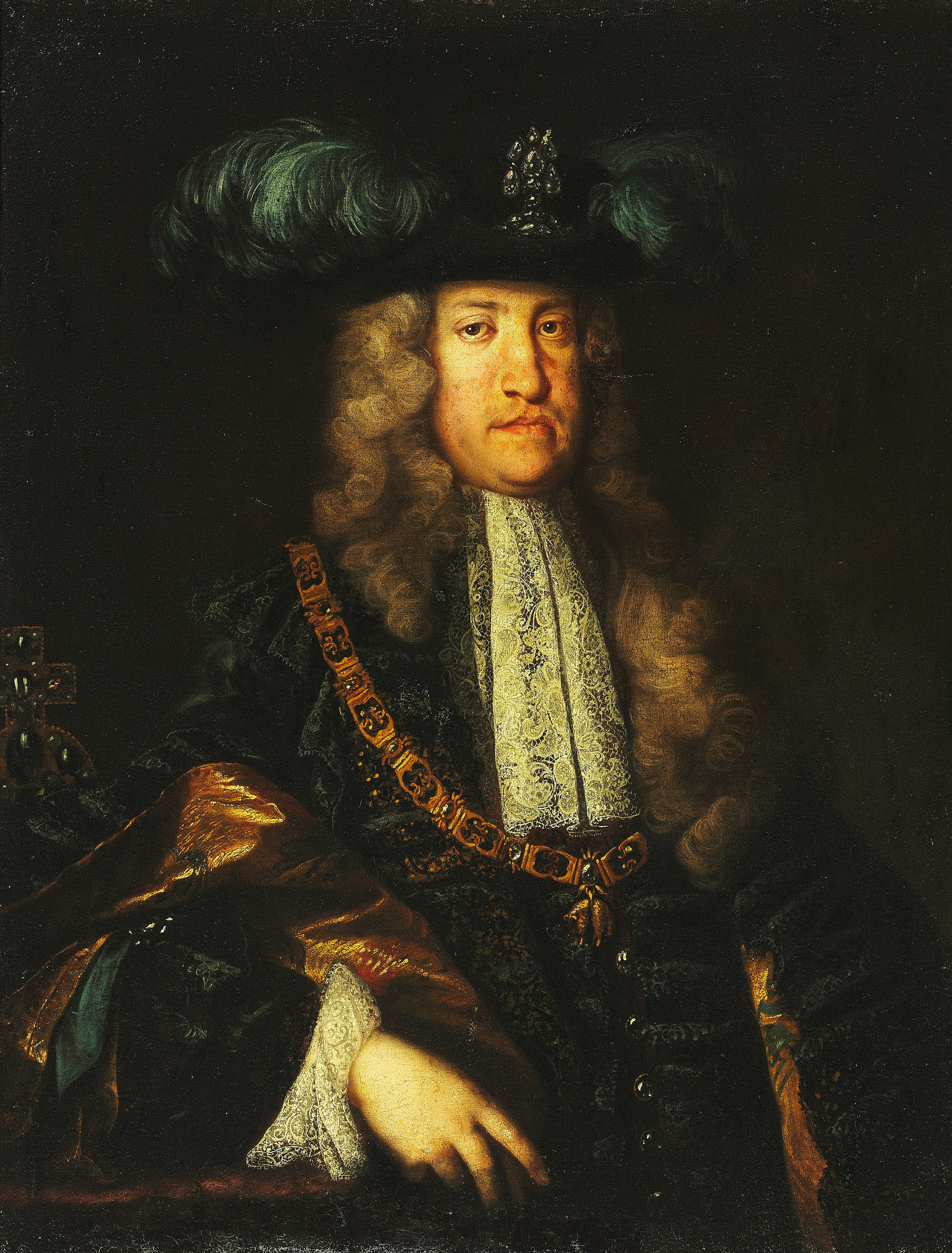
Карл VI 1711-1740 Император Священной Римской империи, король Венгрии и Чехии
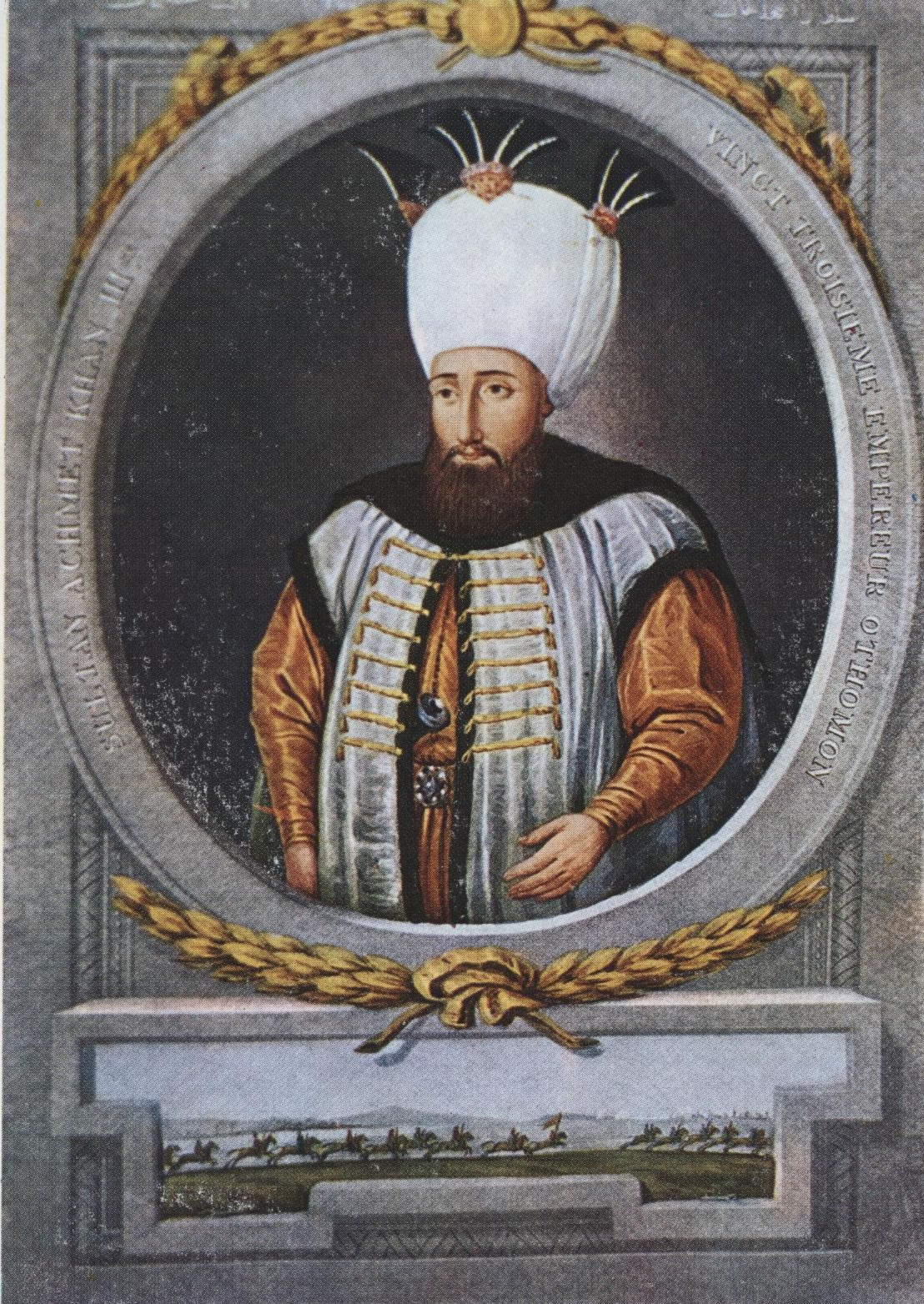
Ахмед III 1703-1730 Османский султан
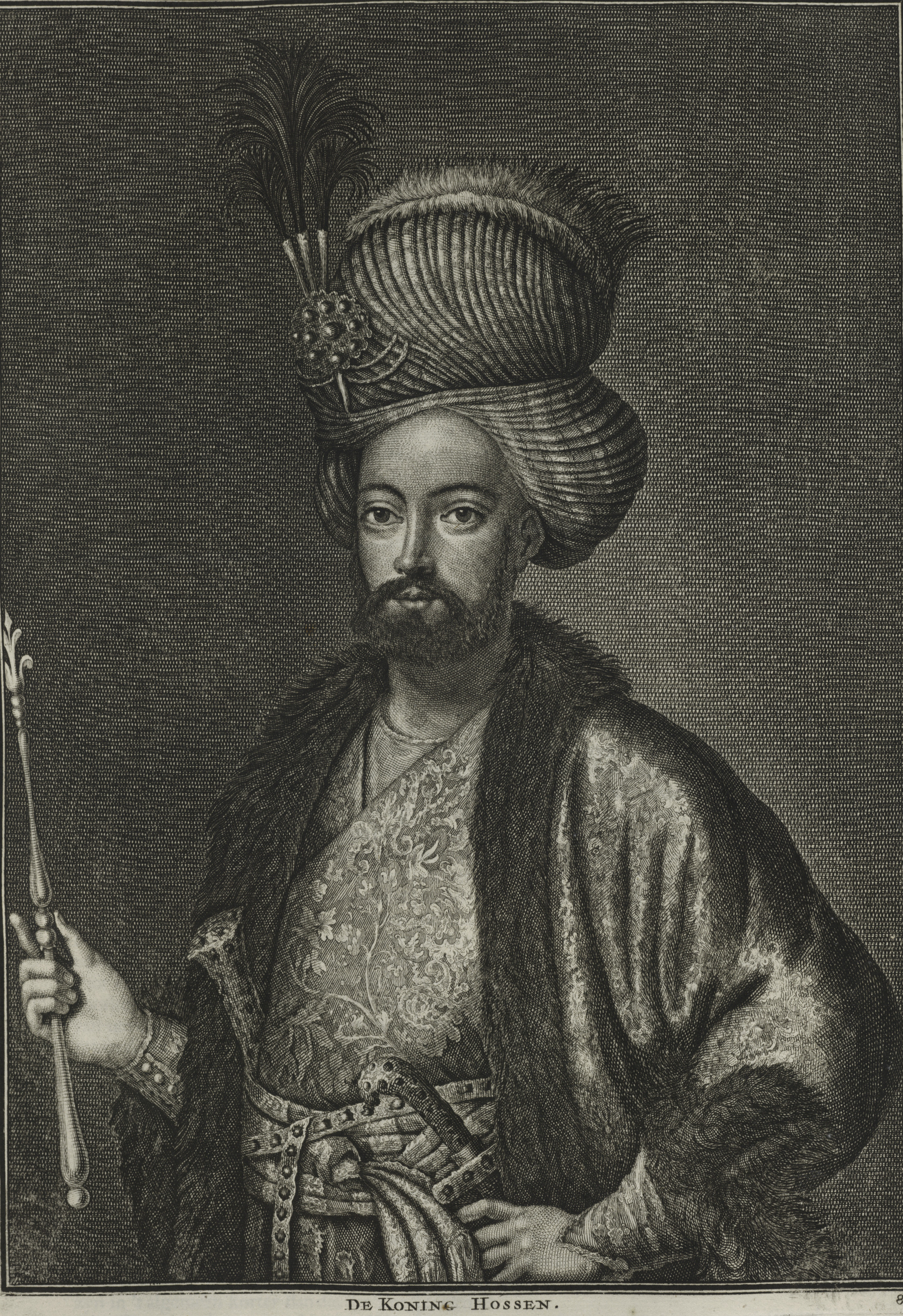
Солтан Хусейн 1694-1722 Шахиншах Ирана
Георг I 1698-1727 Король Великобритании  и курфюрст Ганноверский
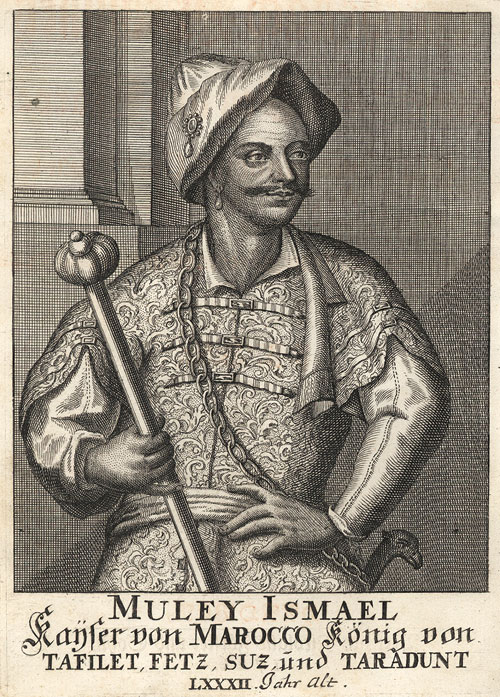
Мулай Исмаил ибн Шериф 1672-1727 Султан Марокко
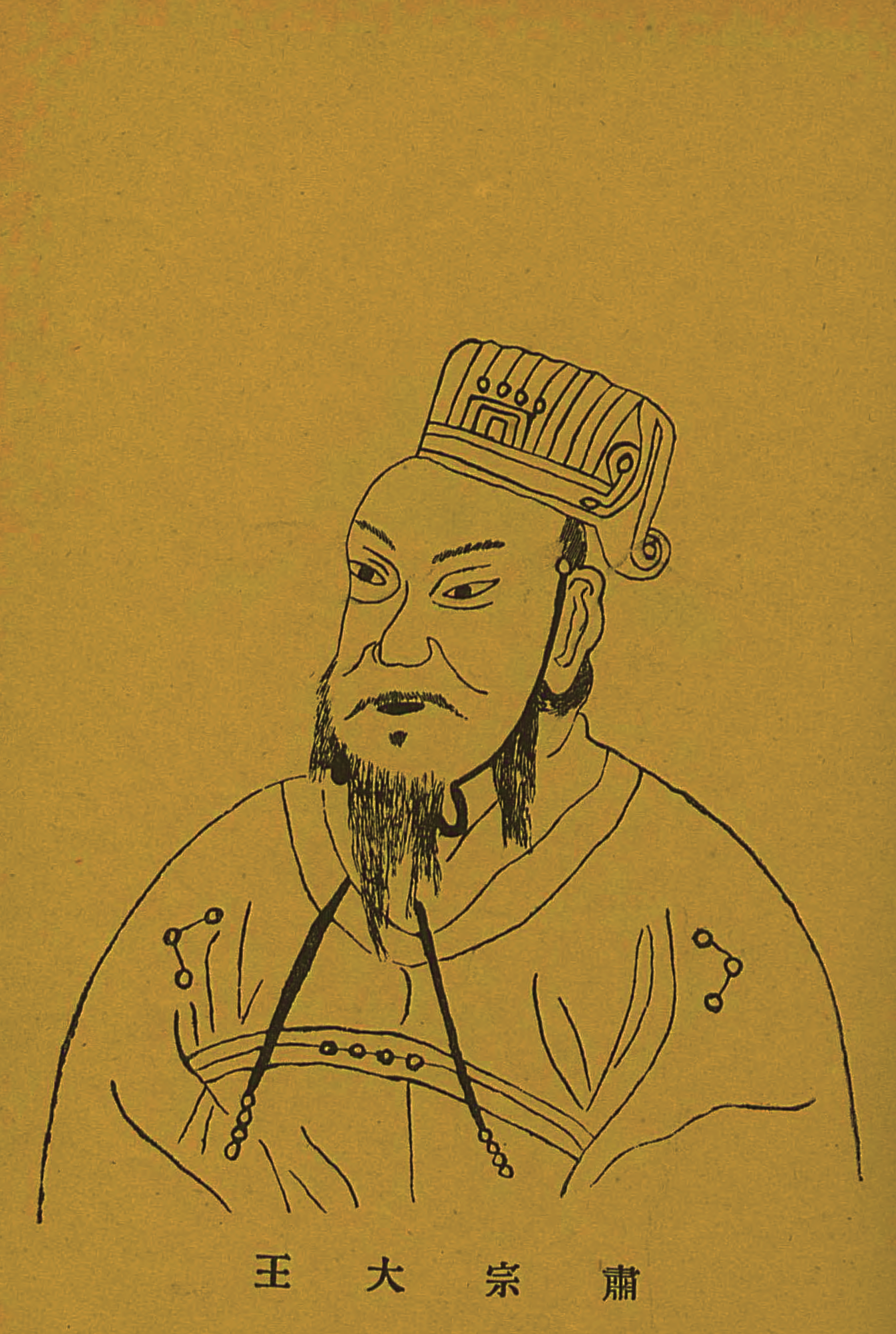
Сукчон 1674-1720 Ван Чосона
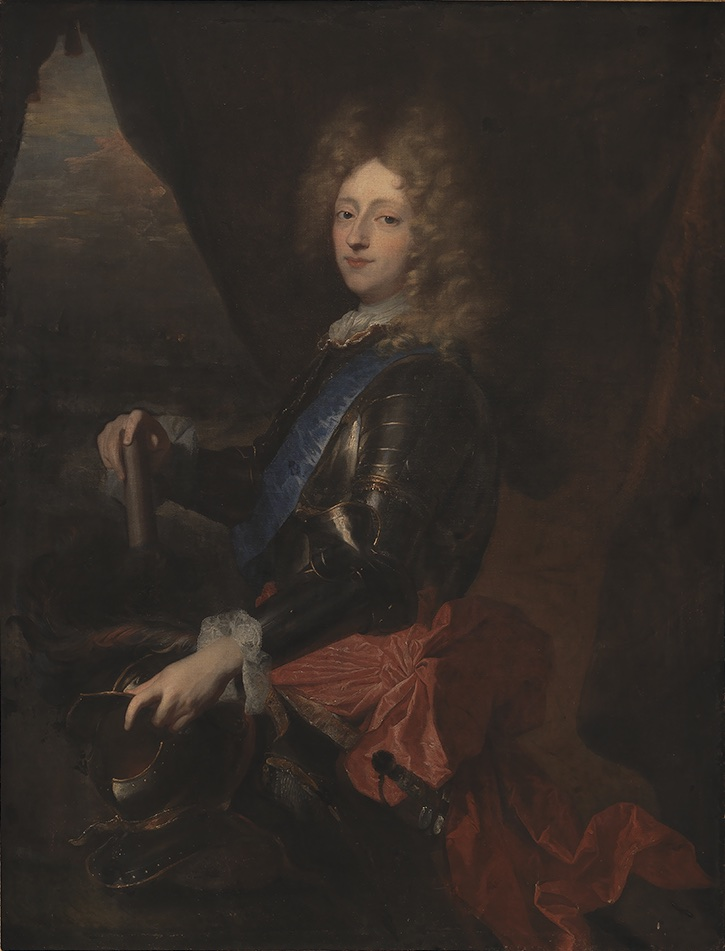
Фредерик IV 1699-1730 Король Дании и Норвегии
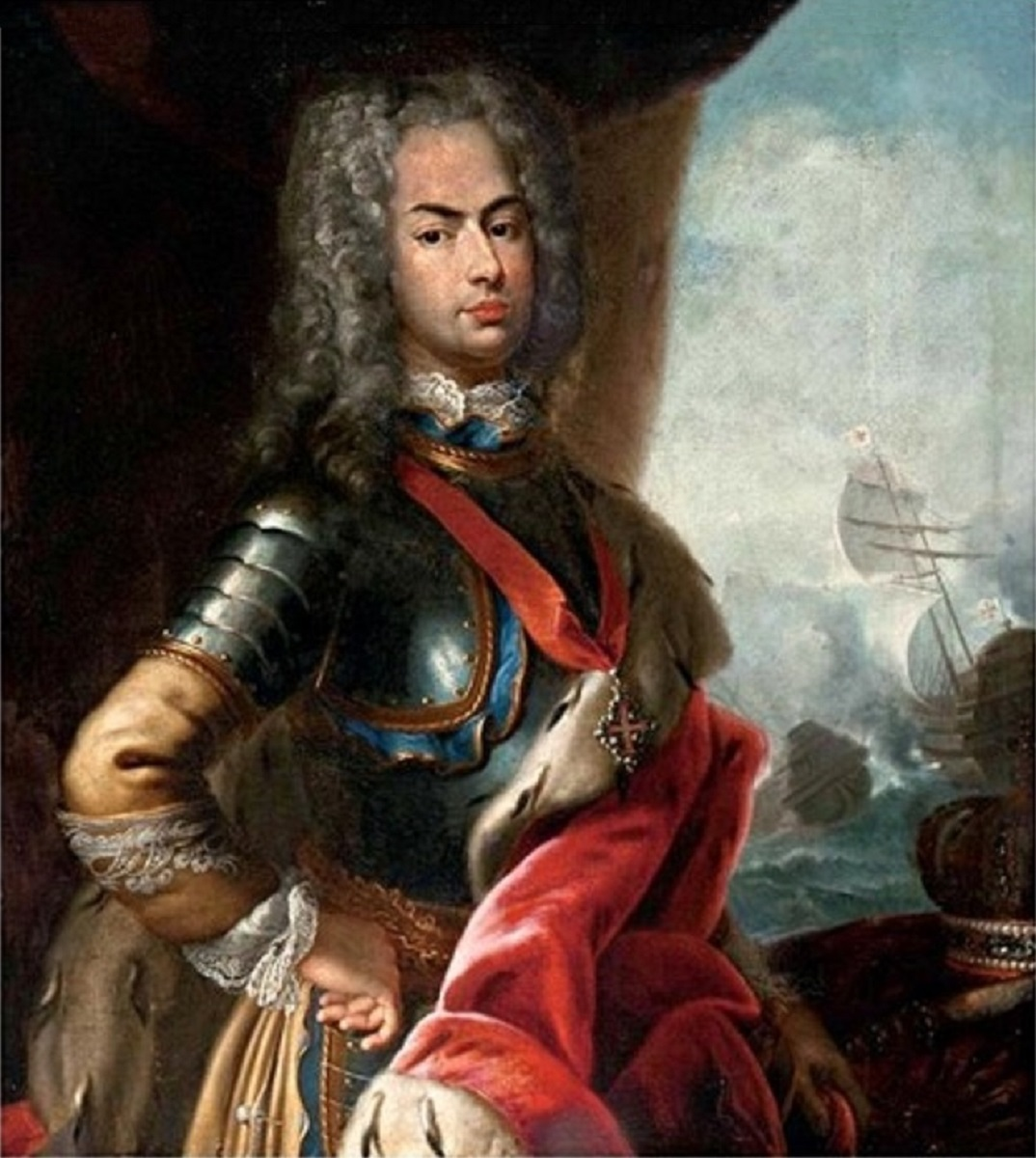
Жуан V Великодушный 1706-1750 Король Португалии
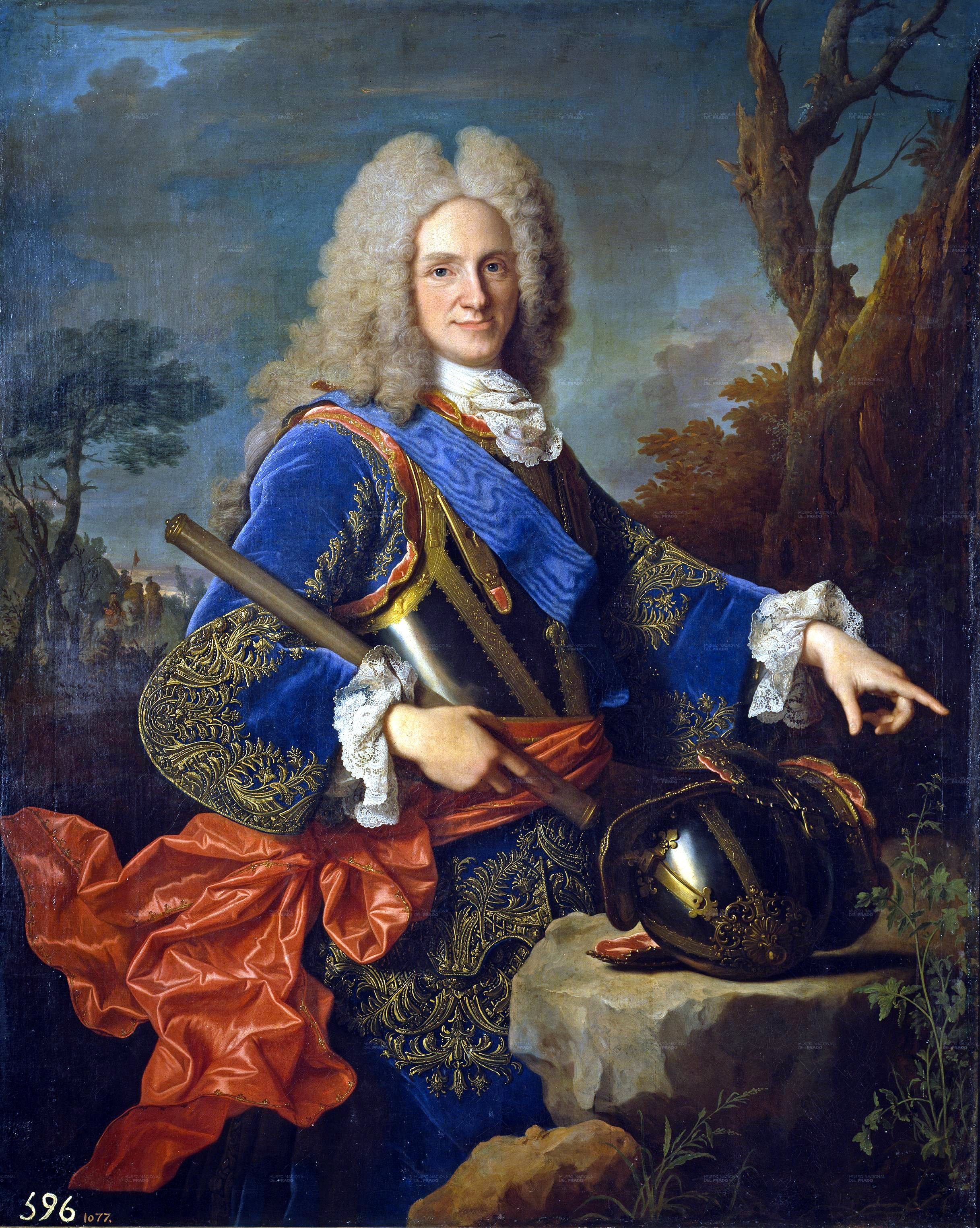
Филипп V 1700-1724,1724-1746 Король Испании
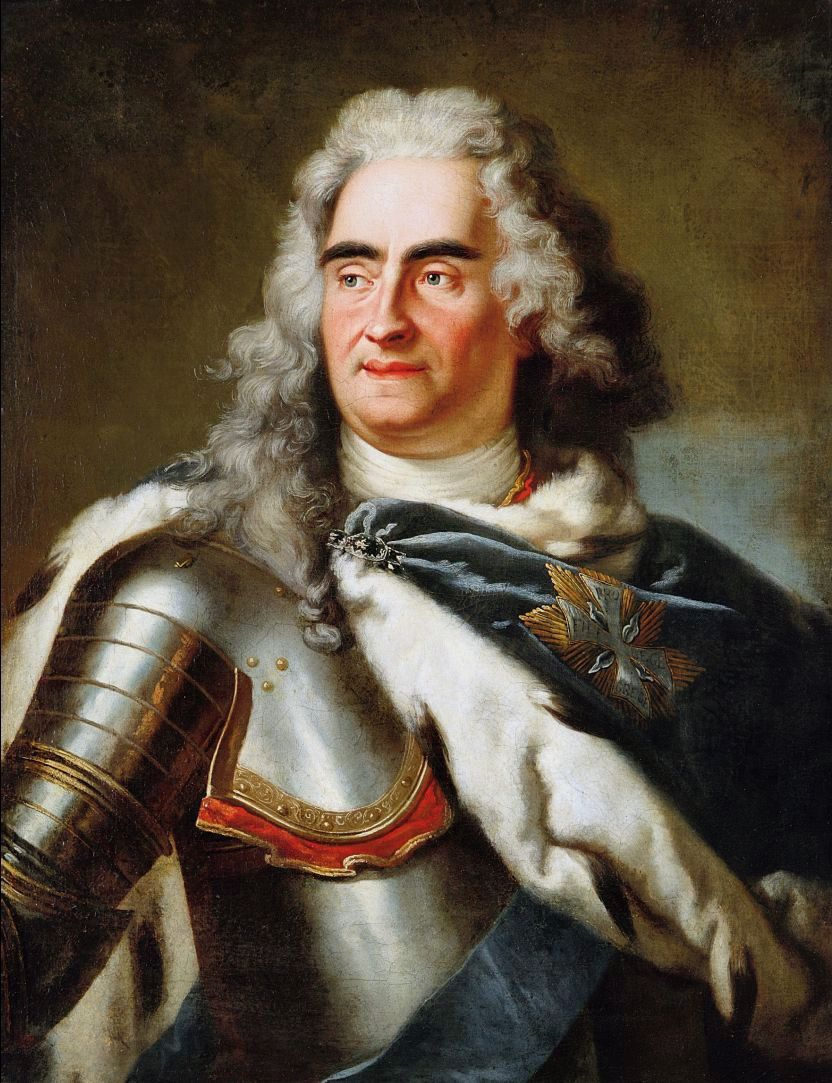
Август Сильный 1697-1704,1709-1733 Король Польши, великий князь Литовский и курфюрст Саксонии
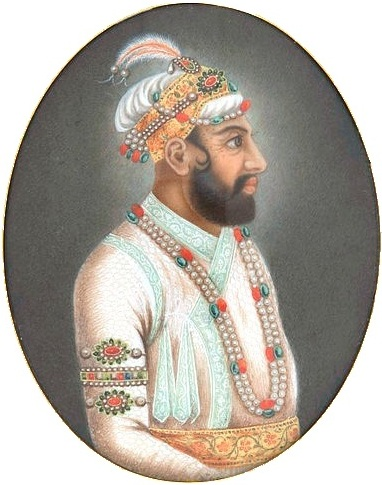
Фарук Сийяр 1713-1719 Падишах империи Великих Моголов
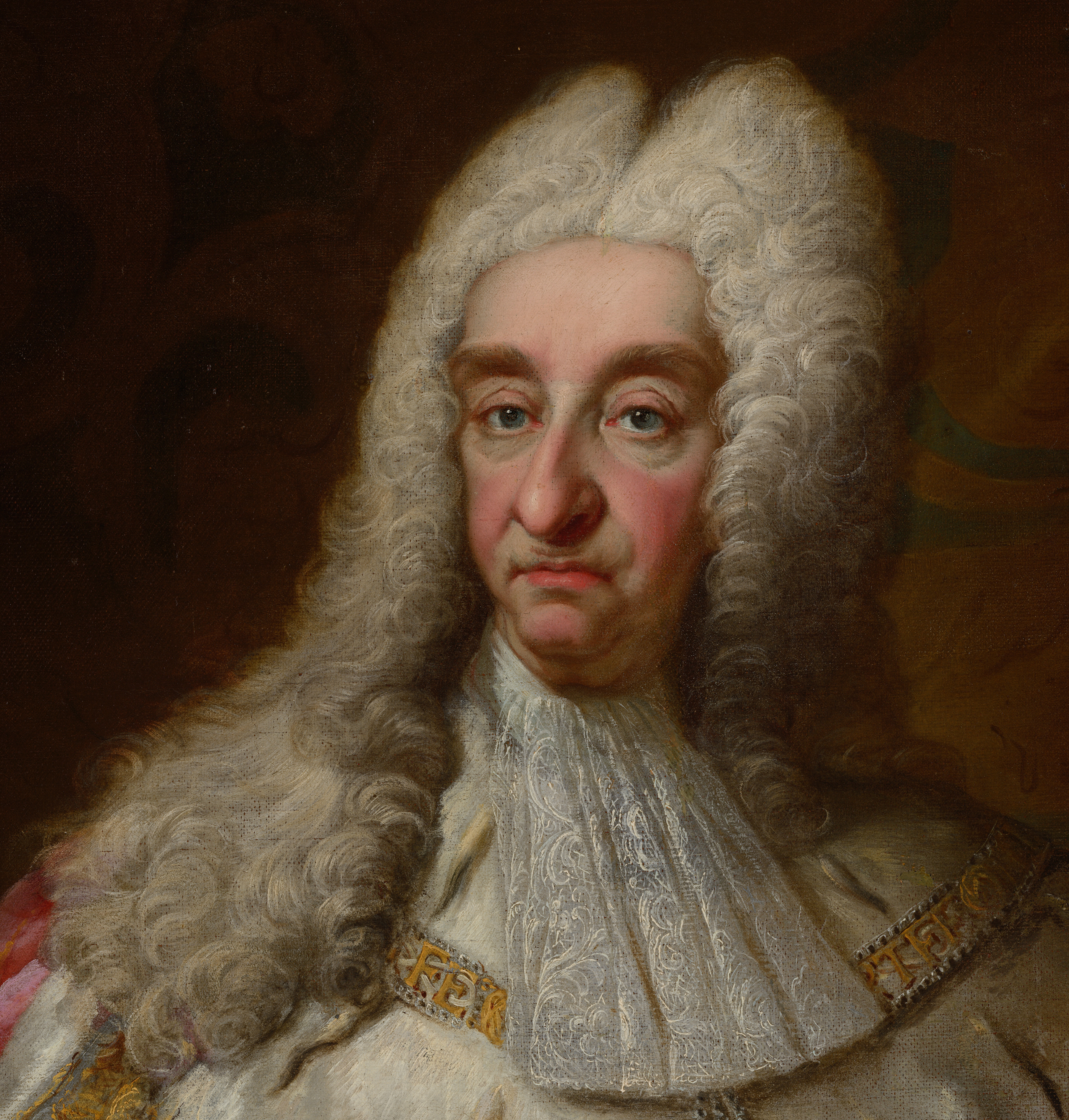
Виктор Амадей II 1713-1720 Король Сицилии
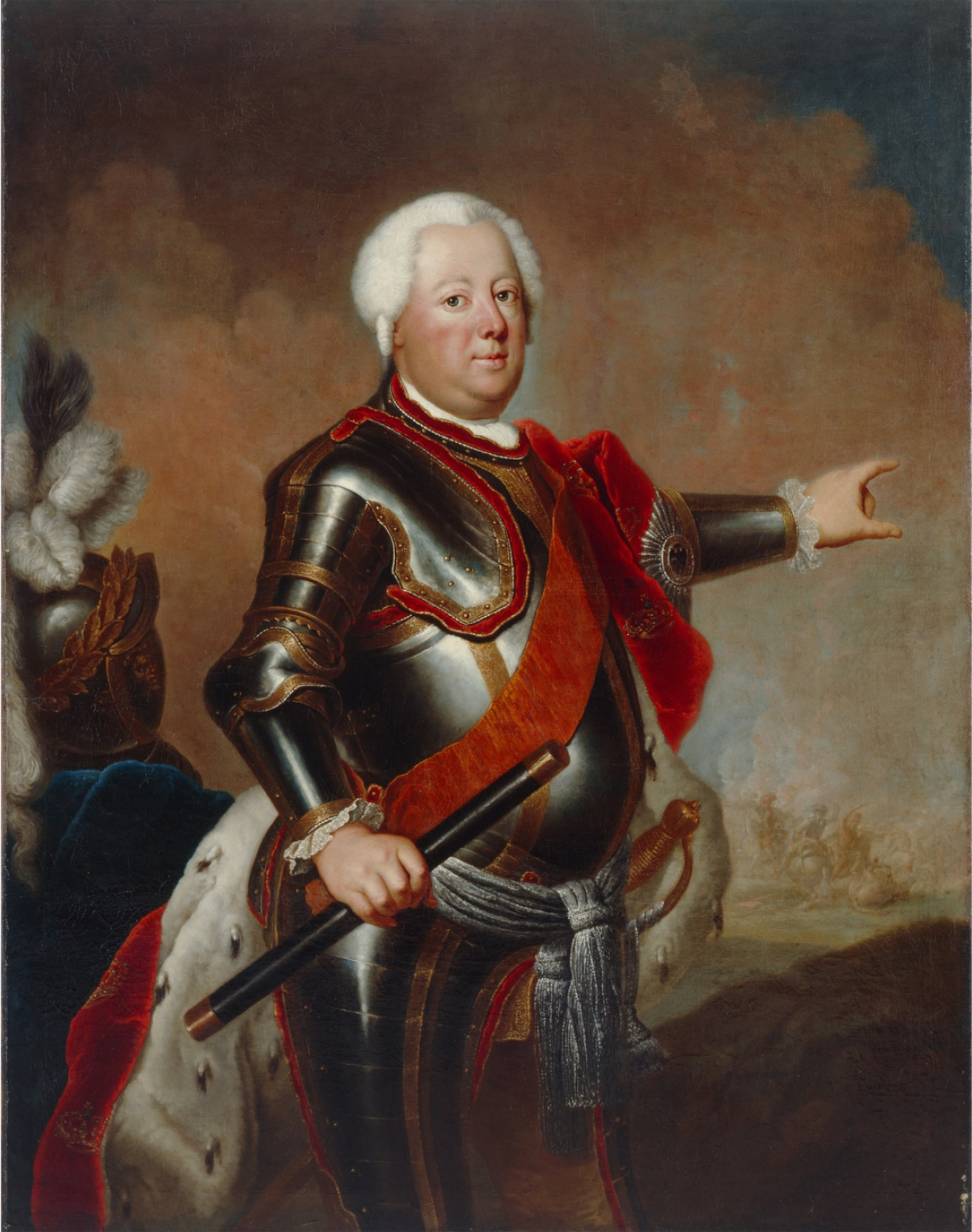
Фридрих Вильгельм I 1713-1740 Король Пруссии
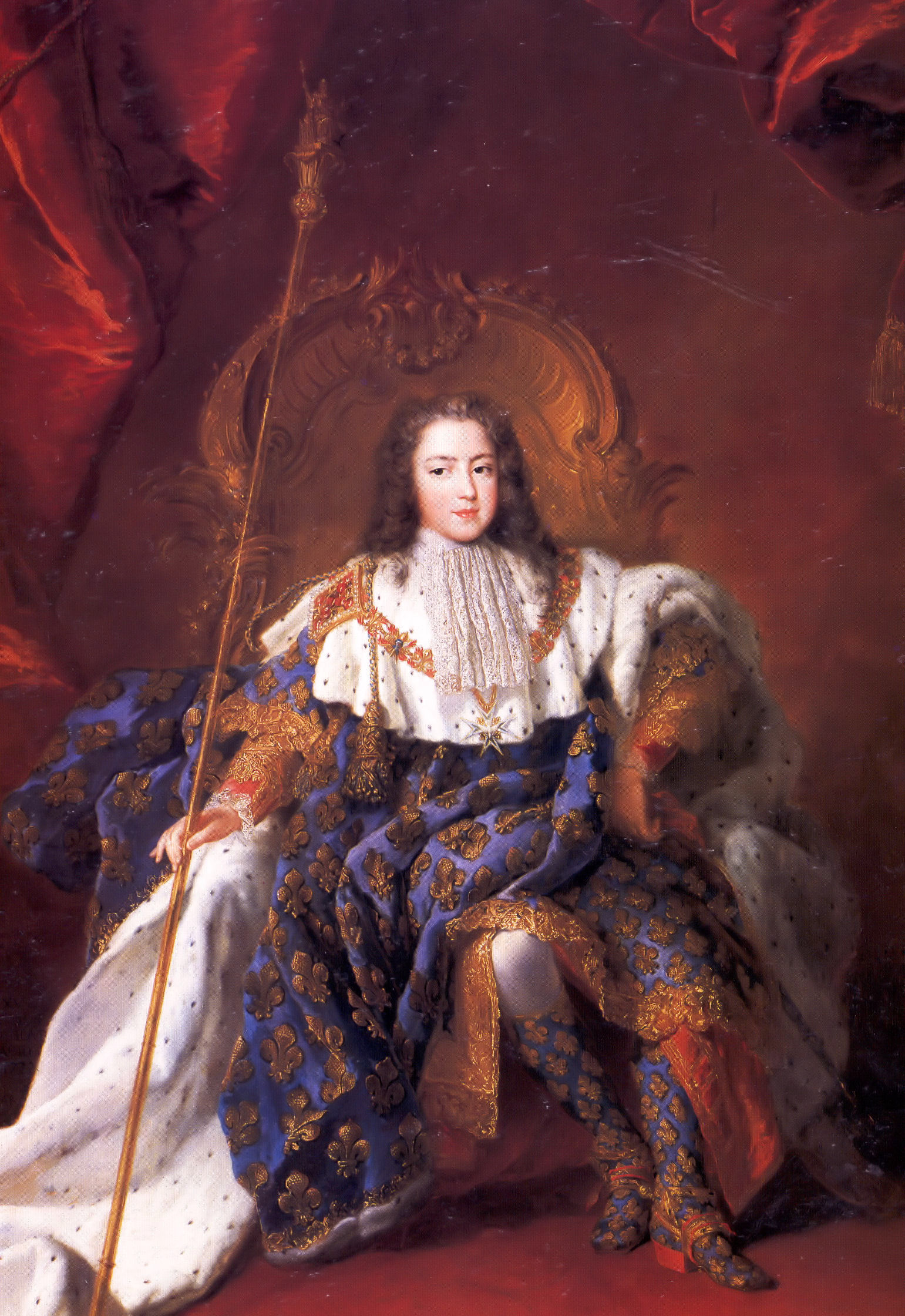
Людовик XV 1715-1774 Король Франции и Наварры
Токугава Ёсимунэ 1716-1745 Сёгун Японии
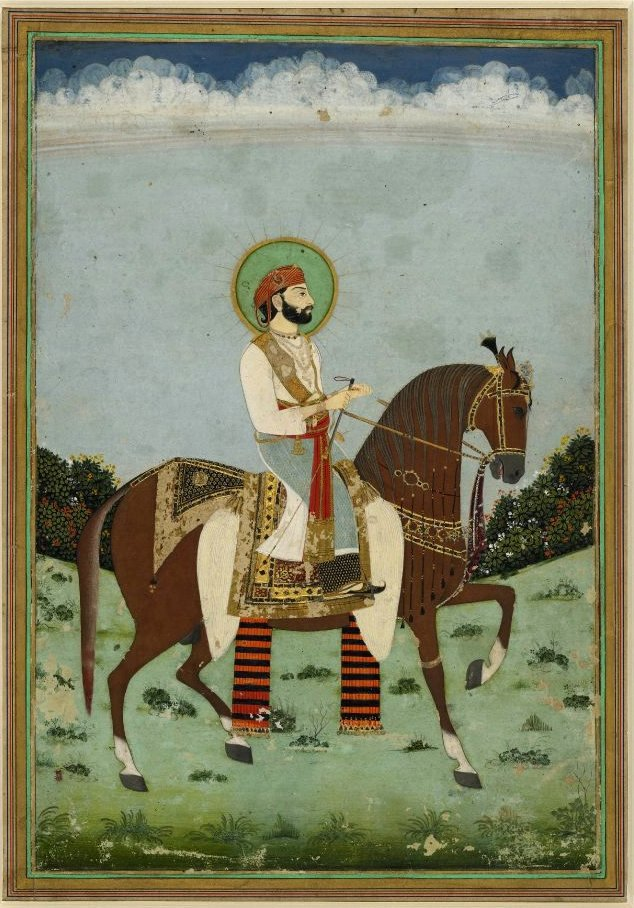
Джай Сингх II 1699-1743 Махараджа Джайпура
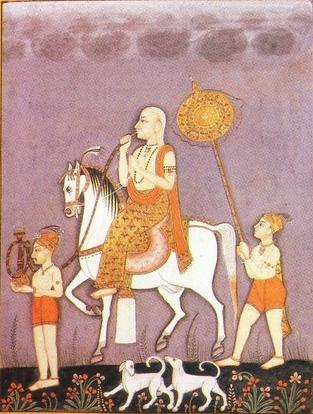
Шахуджи I 1707-1749 Чхатрапати маратхов
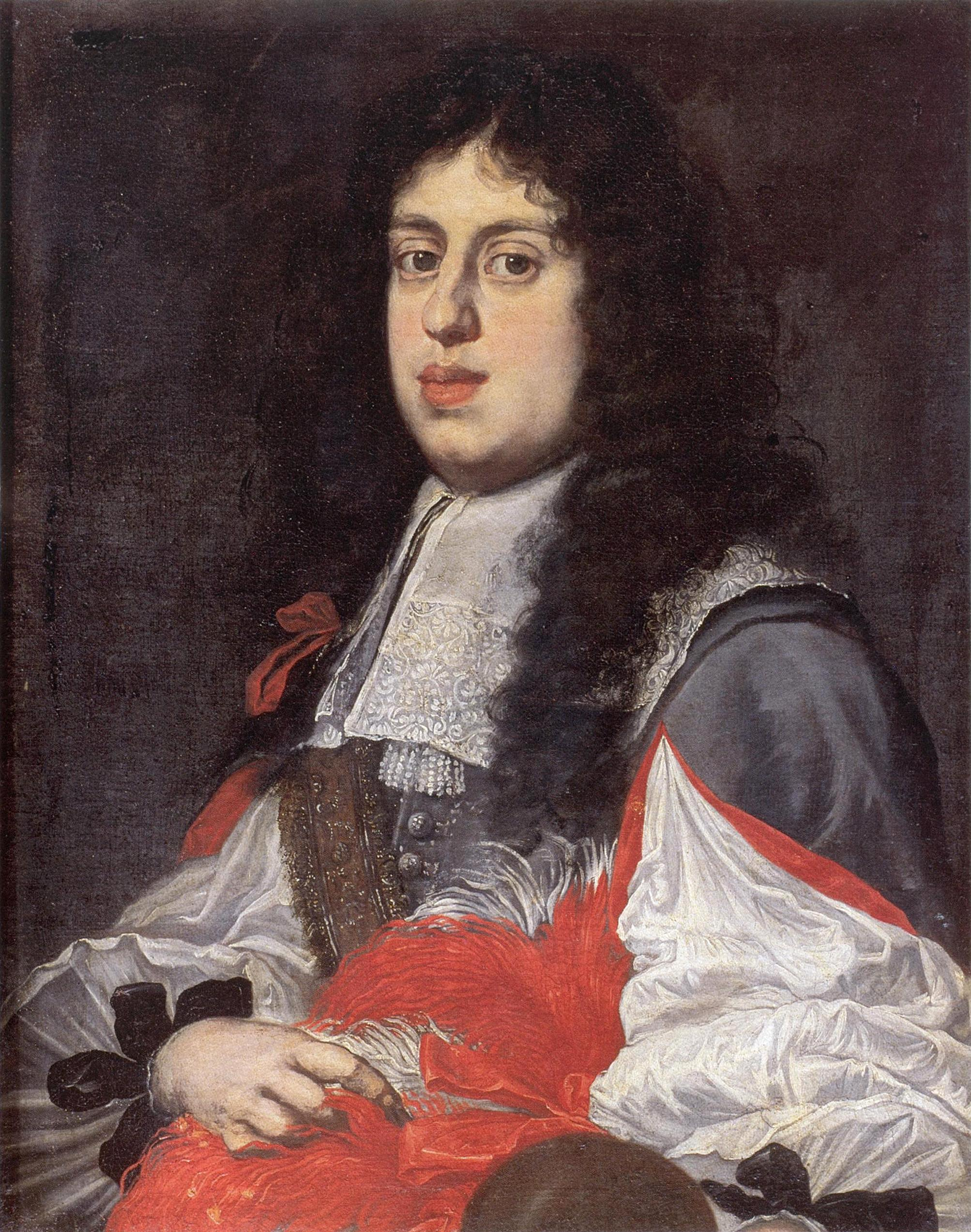
Козимо III Медичи 1670-1723 Великий герцог Тосканский
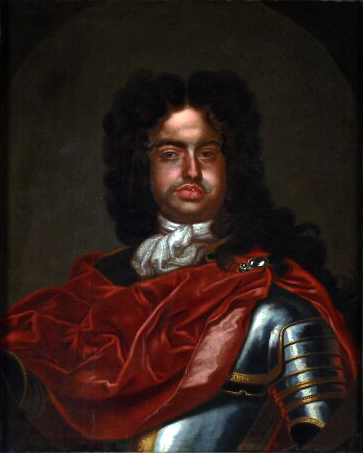
Франческо Фарнезе 1694-1727 Герцог Пармский
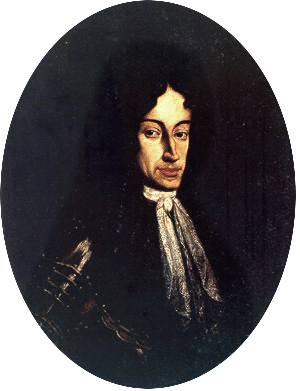
Ринальдо д’Эсте 1694-1737 Герцог Модены и Реджо
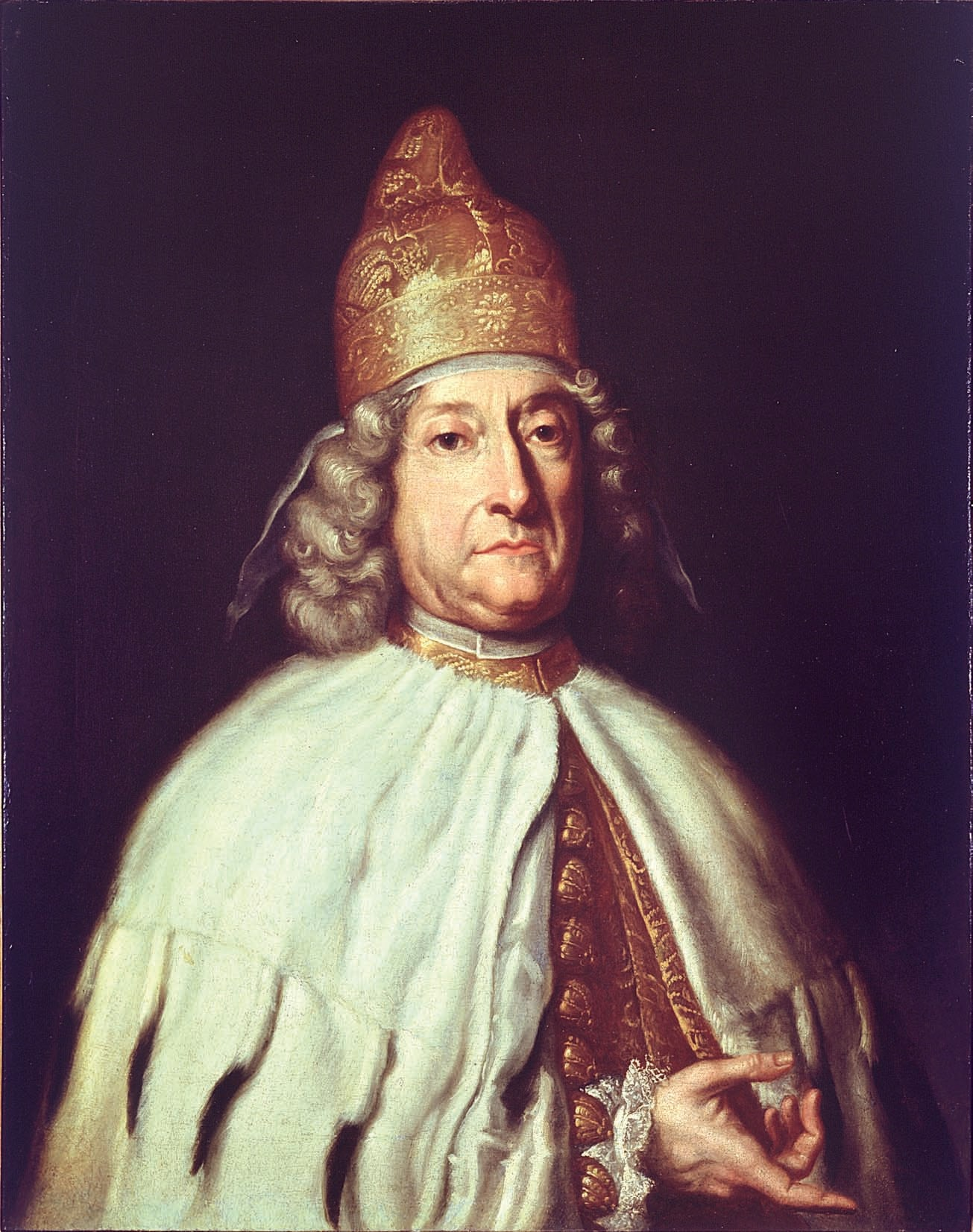
Джованни II Корнер 1709-1722 Дож Венеции
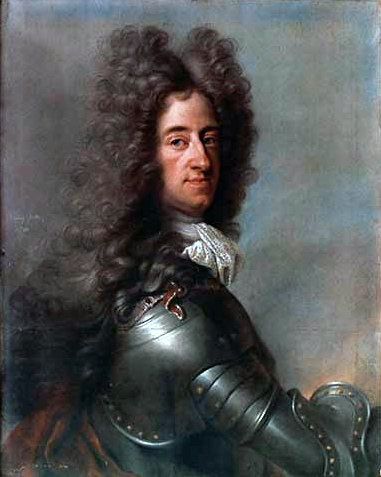
Максимилиан II 1679-1726 Курфюрст Баварии
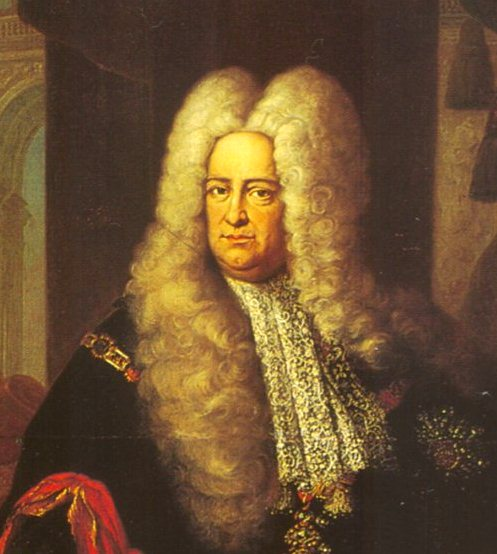
Карл III Филипп 1716-1742 Курфюрст Пфальца
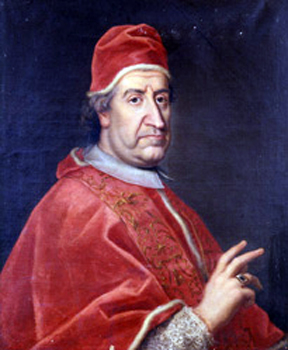
Климент XI 1700-1721 Папа Римский